# Vukosavlje
Vukosavlje (szerbül: Вукосавље), település és községközpont Bosznia-Hercegovinában, Vukosavlje községben, a Szerb Köztársaság északi régiójában.

## Fekvése
A település Bosznia-Hercegovina északi részén, Dobojtól légvonalban 32, közúton 46 km-re északkeletre, a Szávamenti-síkságon, a Boszna bal partján, 100-102 méteres magasságban fekszik. Vukosavlje község területe a Szávamenti-síksághoz, azaz a Bosanska Posavinához tartozik. A terület keleti része nagyrészt sík. Kavics, homok és agyag hordalékai alkotják. A nyugati részen fekvő dombság egy részét (Brezici - Kuduze - Kosa Đ. Bara) egy 150 m abszolút magasságú terasz alkotja, amely a sík rész felé enyhén lejt. A nyugati dombság teraszának üledéke különböző kőzetelemeket, homokot, kavicsot, agyagot és hasonlókat tartalmaz, vastagsága 0-5 m. A legnyugatibb rész (Dobor - Brdo) 200 m abszolút magasságú dombokból áll, amelyeket nagyobb transzverzális és eróziós völgyek szabdalnak át. Legmagasabb pontja – a Vučijak-hegysághez tartozó 362 m magas Bandera, Jošava faluban található.

## Éghajlata
Vukosavlje község területét mérsékelt kontinentális éghajlat jellemzi. Jellemzői a hideg telek, a meleg nyarak, a jól meghatározott átmeneti évszakok és a rendszeres hóesés a téli időszakban. A terület éghajlatának alapvető mutatói: 
- Az éves átlaghőmérséklet 10,9 ⁰C, a vegetációs időszakban az átlaghőmérséklet 17,5 ⁰C
- A relatív páratartalom körülbelül 79% évente, a vegetációs időszakban pedig 75%,
- Az átlagos csapadékmennyiség körülbelül 1069 mm évente, és körülbelül 579 mm a vegetációs időszakban
- A potenciális párologtatás körülbelül 600 mm
- Az ideális horizontig redukált átlagos éves napsütéses órák száma körülbelül 2200 óra, a vegetációs időszak hossza 195 nap.

Az átlagos hőmérsékleti értékek, a csapadékeloszlás és a relatív páratartalom azt jelzi, hogy ezen a területen mérsékelt kontinentális éghajlat uralkodik, amely kedvez a mezőgazdasági növények és az erdővegetáció fejlődésének. A csapadék és a potenciális párologtatás közötti kapcsolat szintén kedvező, figyelembe véve, hogy a csapadék több mint 50%-a a vegetációs időszakban esik. A vegetációs időszakon kívül erősek a légáramlatok, ritka viharos szelekkel, amelyek komolyan veszélyeztethetik az erdei növényzetet. A havazás novemberben kezdődik és áprilisig tart. A legtöbb havazás januárban, februárban és decemberben esik. Az átlagos hóvastagság 20-40 cm.

## Növény- és állatvilág
Vukosavlje és Posavina területét a növény- és állatvilág nagy gazdagsága és változatossága jellemzi. A Posavina terület növényzetében háromféle vegetáció képviselteti magát: erdei, gyep- és mezőgazdasági. Főként gabonaféléket, takarmánynövényeket, zöldségeket és gyümölcsöket termesztenek. A területen található fafajok: fűz, nyár, tölgy, bükk, nyír és gyertyán. A leggyakoribb állatfajok: nyúl, róka, szarvas, őz és vaddisznó.

## Népessége

### A község népessége
| Nemzetiségi csoport | Népesség 1991 | Népesség 2013 |
| ------------------- | ------------- | ------------- |
| Szerb               | 1748          | 1516          |
| Bosnyák             | 2860          | 2180          |
| Horvát              | 9342          | 776           |
| Jugoszláv           | 0             | 1             |
| Egyéb               | 444           | 195           |
| Összesen            | 14394         | 4667          |

### A település népessége
| Nemzetiségi csoport | Népesség 2013 |
| ------------------- | ------------- |
| Szerb               | 684           |
| Bosnyák             | 1             |
| Horvát              | 9             |
| Jugoszláv           | 0             |
| Egyéb               | 19            |
| Összesen            | 713           |

## Története
A Boszna bal partján található Dobor a régészeti leletek tanúsága szerint már a kőrézkor óta lakott volt. Az itteni erődített települést először a kostalaci kultúra népe lakta, majd lakott volt a bronzkorban, a vaskorban, a római korban és a kora középkoriban is. Bronzkori régészeti leletek, harminc darab bronztárgy került elő a Boszna túloldalán fekvő Modriča Srpska Varoš nevű városrész területéről is, mely azt bizonyítja, hogy maga mai Modriča területe is lakott volt már a bronzkorban.
1975-ben, egy új, Bosznia mentén épülő út építésekor régészeti kutatások során olyan nyomokra bukkantak, amelyek arra utalnak, hogy már az őskorban erődítmény állt ezen a területen. Az erődítmény területén és a Boszna folyó felé vezető lejtőn számos, az ókorból származó fémleletet, valamint tégla- és cserépdarabokat találtak. Az erődítmény kutatója, Ivo Bojanovski úgy véli, hogy a középkori város egy korábbi szakaszából származó erődítmény részeit fedezték fel, amelyre később a jelenlegi erődítmény épült.
II. István bosnyák bán 1323-as oklevéle szerint Grgur Stjepanić kenéz öt falut kapott a bántól az akkori usorai térségben, Čečava, Hrastuš, Jakeš, Volović és Modrič falvakat. Luxemburgi Zsigmond magyar király 1387-es koronázásakor leszámolásra került sor politikai ellenfeleivel, akik között ott voltak a Horváti fivérek is, János és Pál, akiket a bosnyák Stefan Tvrtko segített. Ekkor a Horváti fivérek Doborba menekültek, ahol sokáig ellenálltak Zsigmondnak. 1387 éa 1388 között a Boszna Modričcsal szemközti bal partján felépítették Dobor várát, mely csakhamar a magyarokkal, majd a törökökkel vívott csaták színtere lett. A magyar királyok uralmával elégedetlen bosnyák nemesek II. Tvrtkót választották Bosznia királyává, ami feldühítette Zsigmondot. Az 1408 őszén, Dobor melletti csatában a boszniai hadsereg vereséget szenvedett, és a magyar király parancsára 179 boszniai nemest mészároltak le. A következő fontos esemény 1449 novemberéből származik, amikor Doborban István Tamás bosnyák király törökellenes védelmi szerződést kötött Hunyadi János megbízottjával, Kórógyi II. János macsói bánnal. Bosznia 1463-as eleste után Dobor a Beriszló család uralma alatt állt. A Magyar Királyságnak Róma ösztönzésére az eretnek bogumil balkáni lakosság ellen a 14. és 15. században végrehajtott hittérítő hadjáratai után döntően katolikus lakosság maradt Észak-Boszniában és számos katolikus kolostort alapítottak. Ezek egyike Modričán épült fel. Bár a szerb lakosságnak is voltak több helyen imahelyei, amikor a törökök megérkeztek ezekre a területekre, ezeket lerombolták.
Dobor vára a Nenavište középkori plébánia területén feküdt. Nenavište határai nagyjából egybeesnek Gradačca, Modriče, Orašje, Bosanski Šamac-Šamac és Odžak községek területével. II. István bosnyák bán 1329-es oklevele szerint a Boszna-folyó bal partján fekvő Jakeš falu és a jobb parton fekvő Modriča falu Nenavištához tartozott, azaz ahhoz a szűkebb területhez, ahol a Dobor vára található. A késő középkorban a nenavištei plébániát két kisebb járásra osztották, Gradačac és Dobor székhelyekkel. Doborról az első írásos források Zsigmond magyar király Bosznia elleni háborúinak időszakából származnak a 14. század végén és a 15. század elejéről. A törökök végül 1536-ban foglalták el Dobort.
Vukosavlje elődje, Jakeš település 1878-ig tartozott az Oszmán Birodalomhoz. Ekkor a berlini kongresszus határozata alapján az Osztrák-Magyar Monarchia része lett. 1879-ben az első osztrák-magyar népszámlálás során a Derventi járáshoz és Odžak községhez tartozó településnek, 59 háztartása, 326 muszlim és 38 római katolikus lakosa volt. 1910-ben az Odžaki járáshoz tartozó településen 107 háztartást, 490 muszlim, 73 római katolikus és 1 ortodox lakost találtak. A monarchia szétesésével 1918-ban előbb a Szerb-Horvát-Szlovén Királyság, majd 1929-től a Jugoszláv Királyság része lett. Az 1929-es törvény értelmében, amikor Bosznia-Hercegovinát négy banovinára, Drinskára, Vrbaskára, Zetskára és Primorskára osztották, a település a Vrbaska banovina (Orbászi Bánság) része lett, amelynek székhelye Banja Luka volt. 1939-ben a közigazgatás átszervezésével a Hrvatska banovina (Horvát Bánság) része lett. 
A második világháborúban Jugoszlávia megszállása után a Független Horvát Állam (NDH) része lett. A második világháború után 1992-ig a település a szocialta Jugoszlávia keretében a Bosznia-Hercegovinai Népköztársaság része volt. A boszniai háborút lezáró daytoni békeszerződés rendelkezése alapján az ország területét felosztották a Bosznia-hercegovinai Föderáció és a boszniai Szerb Köztársaság között. A békeszerződés utáni területmegosztási megállapodás értelmében a település a Boszniai Szerb Köztársasághoz került. 
Az utolsó, 1991-es hivatalos népszámlálás szerint Odžak községnek 30 056 lakosa volt, akik 14 településen éltek. A daytoni megállapodás aláírása után Odžak község legnagyobb része a Bosznia-Hercegovinai Föderáció részévé vált. A háború előtti Odžak község lakott települései közül azonban Gnionica, Jošavica és Srnava, valamint Odžak, Potočani és Vrbovac települések részei a Boszniai Szerb Köztársaság részévé váltak. Ugyancsak a községhez csatolták a korábban Modriča községhez tartozó Jakeš, Pećnik és Modrički Lug települseket. A daytoni megállapodás és az Odžakból történt szerb kivonulás után Jakeš egy részét Vukosavljére, a szerb hatóságok pedig Pećniket Vidikovacra, Modrički Lugot pedig Brezikre nevezték át. Az újonnan létrehozott község területét a háború előtt túlnyomórészt horvátok lakta, 43%-uk (3440) horvát, 35%-uk (2861) muszlim (a korábban Modriča részét képező falvakban), 16%-uk (1332) szerb, a lakosság többi részét pedig jugoszlávok és mások alkották.

## Gazdaság
Vukosavlje község legnagyobb gazdasági potenciálját a 27,5 hektáros vállalkozói övezet jelenti. Vukosavlje község a Boszniai Szerb Köztársaság egyik rendkívül fejletlen községe, ami a vállalkozásfejlesztés fő akadálya ebben a községben. A község területén 11 cég, 30 független vállalkozó, 1 általános szövetkezet (mezőgazdasági) és egy állami vállalat van bejegyezve, amelyek 135 munkavállalót foglalkoztatnak. 
Vukosavlje határát képezi a Boszna folyó, mely a legfontosabb vízi potenciál. A „Cijevna 7” mini vízerőmű projekt megvalósításával nemcsak a foglalkoztatás szempontjából válhat a legfontosabb gazdasági egységgé, hanem a vízhasználati díjakból származó jelentős önkormányzati bevételi forrássá is lehet, egyúttal lehetőséget kínál a turizmus fejlesztésére. A vízfolyások fürdőhelyként, sporthorgászati és egyéb turisztikai létesítményekként való elhelyezésének, valamint a mezőgazdasági termelés szervezésének módját megváltoztató öntözőrendszer bevezetése kínál újabb lehetőségeket, mely a Jakešnica és a Gnionica-patakokra, (amelyekből a Gnionički Kanal és a Stara Gnionica vízműveket látják el), valamint számos forrásra és kis patakra támaszkodik.

## Oktatás
A község területén szervezett oktatás 1922-ben kezdődött, amikor 20 Jakeš és Pećnik településről származó diák kezdte meg tanulmányait. 1931-33 között egy nagyobb iskolát, egy tanári lakást és udvarán egy fedett kutat építettek. A második világháború után a négyéves általános iskola továbbra is működött. A tanulók számának növekedésével szükség volt az iskola bővítésére. Ezt a bővítést 1971-ben egy új iskola építésével érték el. A négyéves iskola 1975-ben nyolcéves iskolává bővült. Az általános iskolát 1980-ban ismét kibővítették további tantermek és – első alkalommal – egy tornaterem építésével. A község területén ma egy „Aleksa Šantić” központi általános iskola és három fiókiskola található Jošaván, Gnionicán és Modrički Lugon, ahol 304 diák tanul. Az Aleksa Šantić Általános Iskola tanulói 2017-ben második helyezést értek el a Köztársasági Teremfoci Versenyen, ami nagyon jelentős siker iskolánk és a helyi közösség számára.
Vukosavljében található a "Nikola Tesla" Középiskolai Központ is, amely jelenleg 129 diákot oktat, 5 szakmában: gazdasági technikus, kereskedelmi technikus, kozmetikai technikus, autószerelő és fodrász. A 2018/19-es tanévre további diákok beiratkozását tervezték új szakmákkal és szakokkal.

## Sport
Vukosavlje községben négy futballpálya található: Jakešben, Modrički Lugban, Gnionicában és Pećnikben. A tornaterem csak az "Aleksa Šantić" Általános Iskola és a "Nikola Tesla" SŠC közösségi termeiben található Vukosavljéban. Az MZ Jakeš és az MZ Pećnik pályákon edzőpálya található kombinált játszótérrel. Gyermekeknek játszótereket építettek Modrički Lug, Jakeš és Vukosavlje községekben.
Az FK "Sloga" Jakeš egy 1947-ben alapított futballklub. A legnagyobb sikert tavaly a Közép Regionális Ligában elért helyezéssel érték el (harmadik helyezés a versenyben a Serbiában, negyedik a Bosznia-Hercegségben). A klubnak van egy regisztrált utánpótlás csapata, amely a Modriča községi ligában versenyez, és körülbelül 35, 10 év alatti gyermek edz a klub fiatalabb kategóriáiban. Az FK "Sloga" Jakeš egy nemzetközi gyermek labdarúgó torna szervezője, amelyen több mint 300, minden korosztályból érkező gyermek vesz részt.

## Egészségügy
A „Kuća zdravlje” járóbeteg gondozó intézmény szakosított központja Vukosavlje község területén egy 7 teljes munkaidős egészségügyi dolgozót foglalkoztató egészségügyi intézmény. Az intézményben háziorvosi ellátás, teljes körű laboratóriumi vizsgálatok, valamint belgyógyász, neurológus, kardiológus, érsebész, két nőgyógyász és urológus szolgáltatásai állnak rendelkezésre. A közeljövőben tervezik az egészségügyi intézmény kínálatának bővítését, és egy elismert sebész és fül-orr-gégész szakorvos szolgáltatásait is biztosítani a páciensek számára. A vukosavljei "Egészségügyi Központban" gyógyszertár is található.

## Nevezetességei
- Dobor várának romjai Jakeš területén, közvetlenül a Boszna bal partja feletti erdős magaslaton találhatók. A vár dombját a Boszna és a Mučnica-patak medre határolja. Dobor vár magját két torony alkotja, amelyek egy kisebb, 16x8 méteres teret zárnak körül. A megmaradt falak nagy része a 15. századból származik, később a vár területét keleti irányban bővítették. Az egyik torony ágyútoronynak épült, szabálytalan henger alakú, 20 méter magas, a másik torony pedig egy fordított latin D betű jellegzetes alakját viseli, 19,5 méter magas. A régészeti feltárások kimutatták, hogy a vár dombján már az őskorban is erődített települések álltak. A legrégibb kultúrréteg a kostolaci kultúrához tartozik, mely a kőrézkoban virágzott. A következő rétegek a késő bronzkorból, a kora vaskorból, majd a késő vaskorból (kelta la théne kultúra) származnak. Sok római kori cseréptöredék is előkerült, mely arra utal, hogy az erődöt a rómaiak is használták. A legfelsőbb rétegek már a középkorból származnak. Kevés lelet származik a kora középkorból. A középkori vár a 14. század végén épült. Kedvező stratégiai fekvése miatt többször cserélt gazdát, mely során többször lerombolták és újjáépítették. A ma látható falak többsége a 15. századból származik.[5]

## Fordítás
- Ez a szócikk részben vagy egészben  a   Vukosavlje című szerbhorvát Wikipédia-szócikk ezen változatának fordításán alapul.  Az eredeti cikk szerkesztőit annak laptörténete sorolja fel. Ez a jelzés csupán a megfogalmazás eredetét és a szerzői jogokat jelzi, nem szolgál a cikkben szereplő információk forrásmegjelöléseként.